# 大森鍾一

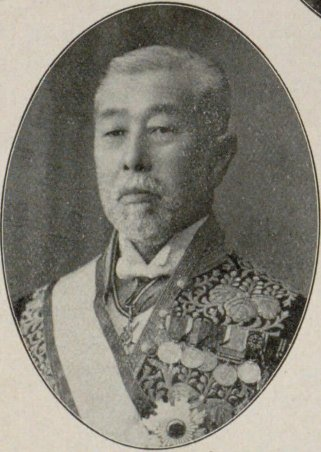
大森鍾一

大森 鍾一（おおもり しょういち、安政3年5月14日〈1856年6月16日〉 - 昭和2年〈1927年〉3月3日）は、日本の内務官僚、政治家。貴族院議員、枢密顧問官、皇太后宮大夫、男爵。

## 生涯
幕臣、駿府与力・大森直正（水野忠邦家臣森川源左衛門の男）と先代鯛次郎直由の娘である銀の長男として生まれる。幼名は鍾一郎、後に諱の直興を名乗る。静岡学校、名古屋学校を経て、明治5年10月（1872年11月）に林欽次塾に入り、後に中退。
1873年（明治6年）4月、明治政府に出仕し陸軍造兵司・一等附属となる。司法省、法制局、太政官を経て、1878年（明治11年）10月、内務省に移り四等属に任官。以後、内務権大書記官、兼戸籍局長、内務卿官房長心得、内務大臣秘書官（山縣有朋大臣）、内務書記官・総務局文書課長兼勤、県治局長、兼警保局長などを歴任した。
1893年（明治26年）3月、長崎県知事に発令され、兵庫県知事を経て、1900年（明治33年）10月、内務総務長官（内務次官）に就任。1902年（明治35年）2月に京都府知事に転じ、1916年（大正5年）4月まで在任。1915年（大正4年）11月の大正天皇の即位の礼を大礼使参与官として担った。京都府知事在任中の1909年（明治42年）12月21日、貴族院議員に勅選され1916年（大正5年）7月3日まで務める。
1915年（大正4年）12月1日、男爵を叙爵。1916年（大正5年）6月22日、皇后宮大夫に就任し、1923年（大正12年）9月から死去するまで枢密顧問官を兼任。1926年（昭和元年）12月、大正天皇の崩御に伴い皇太后宮大夫に就任したが、在職中に薨去した。享年72。
墓所は本駒込の吉祥寺。戒名は至誠院徳巖宗潤大居士。

## 逸話
- 1907年（明治40年）5月13日、皇太子時代の大正天皇が山陰地方行啓の途上で宮津を訪問した際、京都府知事だった大森は先導して成相山の傘松を案内することになった。しかし皇太子は足が速く、随行していた東郷平八郎・日高壮之丞たちは追いつけなくなってしまう。なんとか先導していた大森も疲れ果て、途中で与謝郡の郡長に先導を代わってもらう。これを見た皇太子が「それ（交代）には及ばない。ぜひ（大森が先導を続けよ）」と強いると、大森は「知事の職務の一部を郡長に委任するのは、法律の規定に基づくものであります」と述べた。それを聞いた皇太子は大いに笑ったという[6][注釈 1]。

## 栄典
位階
- 1880年（明治13年）5月25日 - 正七位[8]
- 1881年（明治14年）11月28日 - 従六位[8]
- 1884年（明治17年）6月30日 - 正六位[8][9]
- 1890年（明治23年）3月25日 - 従五位[8][10]
- 1891年（明治24年）4月21日 - 従四位[8][11]
- 1896年（明治29年）4月10日 - 正四位[8][12]
- 1901年（明治34年）5月20日 - 従三位[8][13]
- 1910年（明治43年）6月11日 - 正三位[8][14]
- 1917年（大正6年）8月10日 - 従二位[8][15]

爵位
- 1915年（大正4年）12月1日 - 男爵[8][16]

勲章等
| 受章年                     | 略綬 | 勲章名                   | 備考 |
| -------------------------- | ---- | ------------------------ | ---- |
| 1889年（明治22年）6月19日  |      | 勲六等瑞宝章             |      |
| 1889年（明治22年）11月29日 |      | 大日本帝国憲法発布記念章 |      |
| 1891年（明治24年）6月27日  |      | 勲五等瑞宝章             |      |
| 1892年（明治25年）12月29日 |      | 勲四等瑞宝章             |      |
| 1896年（明治29年）3月31日  |      | 勲三等旭日中綬章         |      |
| 1899年（明治32年）12月27日 |      | 勲二等瑞宝章             |      |
| 1900年（明治33年）6月12日  |      | 銀盃一組                 |      |
| 1906年（明治39年）4月1日   |      | 勲一等旭日大綬章         |      |
| 1906年（明治39年）4月1日   |      | 明治三十七八年従軍記章   |      |
| 1915年（大正4年）11月10日  |      | 大礼記念章（大正）       |      |
| 1921年（大正10年）7月1日   |      | 第一回国勢調査記念章     |      |
| 1925年（大正14年）1月14日  |      | 御紋付銀盃               |      |
| 1925年（大正14年）5月10日  |      | 金杯一組                 |      |
| 1927年（昭和2年）3月3日    |      | 旭日桐花大綬章           |      |
| 1927年（昭和2年）3月3日    |      | 帝都復興記念章           |      |

外国勲章佩用允許
| 受章年                    | 国籍           | 略綬 | 勲章名                               | 備考 |
| ------------------------- | -------------- | ---- | ------------------------------------ | ---- |
| 1902年（明治35年）7月6日  | 大清帝国       |      | 第二等第一双竜宝星                   |      |
| 1906年（明治39年）4月28日 | イギリス帝国   |      | ヴィクトリアンオーダー勲章コマンダー |      |
| 1908年（明治41年）3月9日  | 大韓帝国       |      | 勲一等太極章                         |      |
| 1920年（大正9年）9月25日  | ルーマニア王国 |      | エトアルドルーマニー勲章             |      |

## 親族
- 妻 齢子 - 長三州の長女[30]
- 長男 大森佳一（内務省官吏）
- 娘婿 中川望・池田宏・児玉九一・重成格・永井浩

## 著作・文献
訳書

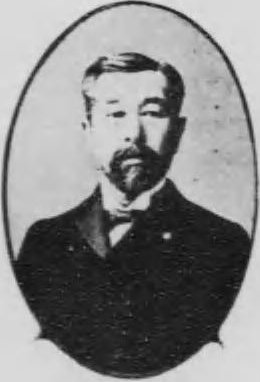
大森鍾一

- ボアソナード述、山崎直胤閲『経済学講義 第1-4号』共同刊行:北畠茂兵衛ほか、1876年。
- メイゾンヌーヴ著『仏国刑法説約』法制局、1876年。
- 著者不詳『仏国地方分権法』博聞社、1878年。
- ワレット著、井上毅閲『仏国県会纂法』博聞社、1879年。

伝記
- 池田宏編纂『大森鍾一』池田宏、1930年。